# Lariophagus puncticollis
Lariophagus puncticollis is een vliesvleugelig insect uit de familie Pteromalidae. De wetenschappelijke naam is voor het eerst geldig gepubliceerd in 1882 door Möller.